# L'Éternel sentit une odeur agréable
L'Éternel sentit une odeur agréable, roman de Jacques Chessex publié en 2004 chez Grasset, décrit la rencontre fictive de Jules-Henri Mangin et de l'écrivain Roger Vailland.

## Résumé
Jules-Henri Mangin est doué d'un odorat hors du commun. Aujourd'hui retraité, il se remémore son enfance et sa rencontre avec l'écrivain Roger Vaillant, qui lui apprit une sexualité aux odeurs de stupre.